# Tom Levorstad
Tom Levorstad (5 luglio 1957) è un ex saltatore con gli sci norvegese.

## Biografia
Debuttò in campo internazionale in occasione della gara a squadre sperimentale ai Mondiali di Lahti 1978, nella quale il quartetto norvegese - composto anche da Rune Hauge, Roger Ruud e Per Bergerud - si classificò terzo.
In Coppa del Mondo esordì il 30 dicembre 1979 a Oberstdorf (57°) e ottenne l'unico podio il 10 febbraio 1980 a Saint-Nizier (3°). In carriera prese parte a un'edizione dei Mondiali di volo, vincendo una medaglia.

## Palmarès

### Mondiali di volo
- 1 medaglia:
  - 1 bronzo (individuale a Oberstdorf 1981)

### Coppa del Mondo
- Miglior piazzamento in classifica generale: 12º nel 1980
- 1 podo (individuale):
  - 1 terzo posto